# Sinoxylon lycturum
Sinoxylon lycturum är en skalbaggsart som beskrevs av Pierre Lesne 1936. Sinoxylon lycturum ingår i släktet Sinoxylon och familjen kapuschongbaggar. Inga underarter finns listade i Catalogue of Life.